# Ковров
Ковро́в (рос. Ковров) — місто обласного підпорядкування в Російській Федерації, адміністративний центр Ковровського району Владимирської області.
Населення міста становить 127 тисяч осіб, агломерації 199 тисяч осіб (2025).

## Географія
Місто розташоване на обох берегах річки Клязьма, лівій притоці річки Ока басейну Волги.

## Історія
Поселення засноване в XII столітті за наказом князя Юрія Долгорукого для звіролова Єліфана і назвали його Єліфановка. В 1157 році тут збудовано Різдвяну церкву і село перейменували на Рождественське. В XIII століття воно входить до складу Стародубського князівства. В XIV столітті село перейшло до володіння князів Коврових з роду Стародубських — з тих пір назва змінилась на Коврово. З 1567 року поселення перейшло у володіння Суздальського монастиря. За наказом Катерини II 1 вересня 1778 року було утворено Ковровський повіт, а Коврово стало містом. В 1817 році тут було 2 церкви. 1858 року почалось будівництво залізниці, але перший поїзд пройшов тільки в 1871 році, коли був збудований міст через Клязьму. На кінець XIX століття в місті були салотопня, борошномельня, механічно-ткацька фабрика, механічні залізничні майстерні, бавовняна фабрика Треумова, діяли міське училище та лікарня. В 1930-х роках відкрито екскаваторний завод, який в 1966 році отримав Орден Леніна. 13 липня 1978 року в честь 200-річчя місто було нагороджене Орденом Трудового Червоного Знамені, збудовано пам'ятник та новий майдан — Площа 200-річчя. 3 листопада 2011 року Указом Президента Російської Федерації Коврову присвоєне почесне звання «Місто військової слави».

## Культура і освіта

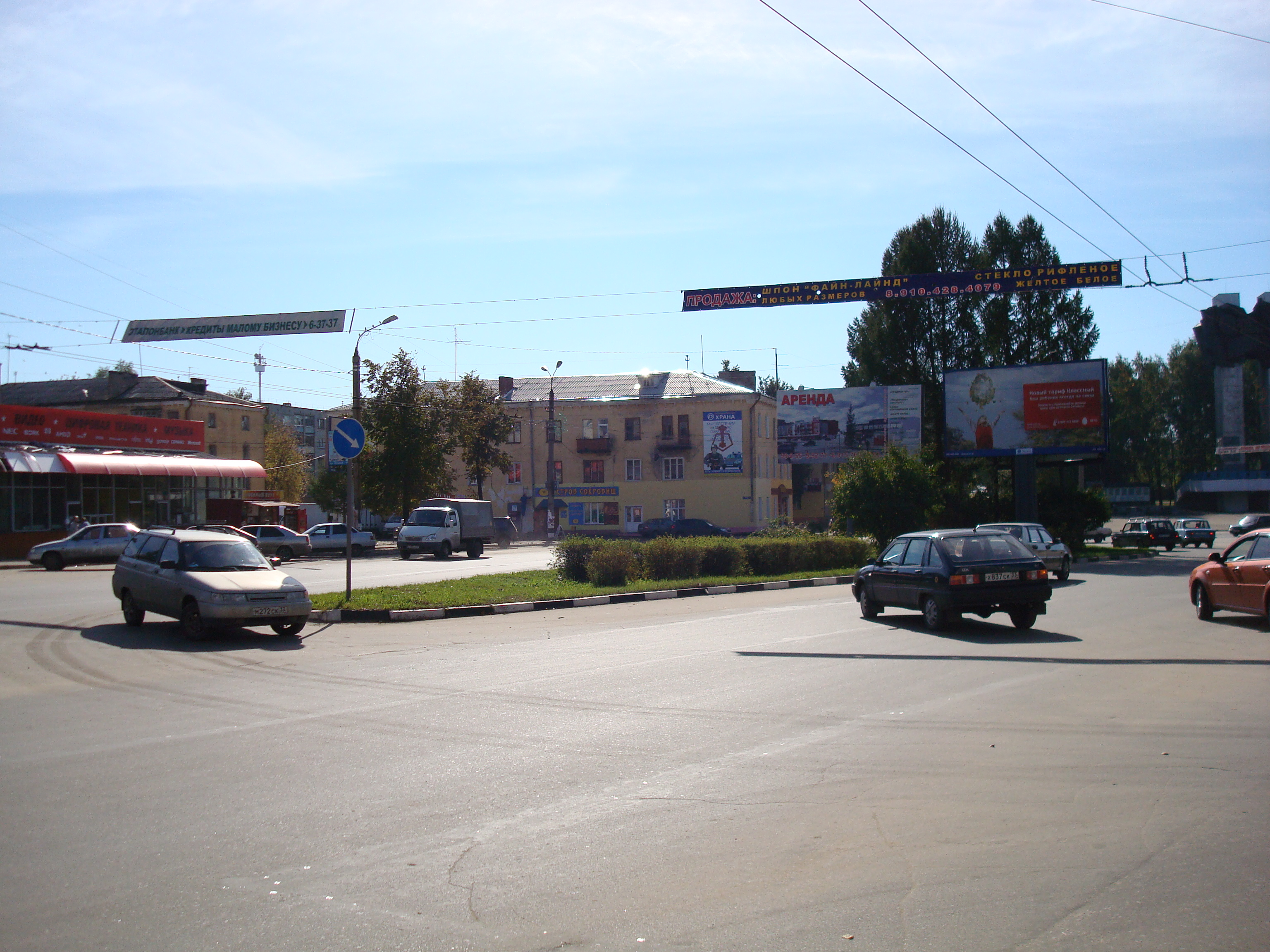
Центр міста

Серед закладів освіти у місті діють 23 школи, 46 дитсадків, музична школа, 2 школи мистецтв, 5 ПТУ, школа-інтернат, 2 інтернати для інвалідів, притулок для дітей «Воробушек», Державна технологічна академія імені Дегтярова.
До закладів культури слід віднести 2 дитячих палаци культури, 2 будинки культури, історико-меморіальний музей, 14 бібліотек, будинок культури імені Дегтярова, оздоровчий комплекс приладобудівного заводу, будинок дитячої творчості, кінотеатр «Ковров». В місті з 1991 року проводиться міжнародний фестиваль миру, дружби й творчості «Співдружність». В липні 2004 року тут проходив Міжнародний молодіжний конгрес есперанто. 1 вересня 2006 року відрито художню школу.
Розвинений мотоциклетний спорт, команда «Ковровець» — одна з найкращих в країні, збірна Росії з мотоболу майже повністю складається з цих гравців. Вони стали десятикратними чемпіонами та володарями Кубка Європи. Футбольна команда «Ковровець» в 1995 році стала переможцем міжрегіональної федерації «Золоте кільце».

## Економіка

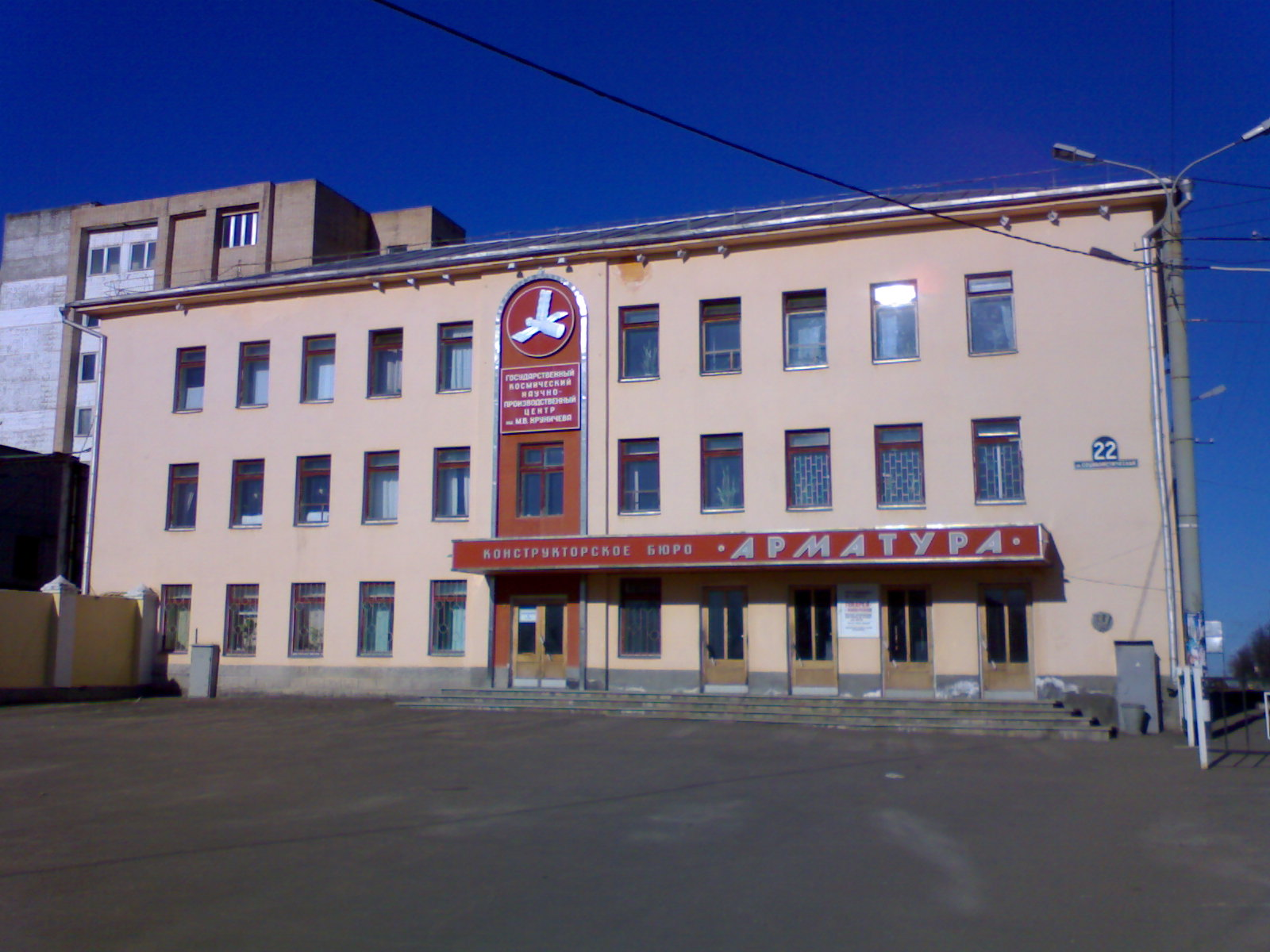
Конструкторське бюро «Арматура»

В місті працюють заводи механічний, електромеханічний, екскаваторний «Ковровець», імені Дегтярова (виробництво зброї,мопедів та мотоциклів), приладобудівний, «Сигнал» (виробництво військової електроніки), «Арматура» (військові та космічні розробки), «Тримо-ВСК» (виробництво стінових матеріалів), «Аскона» (виробництво матраців), електротехнічний, «Протон» (виробництво світлодіодів), швейна фабрика та декілька деревообробних цехів. Всі підприємства міста в 2007 році виробили продукції на 14,6 млрд руб.

## Транспорт

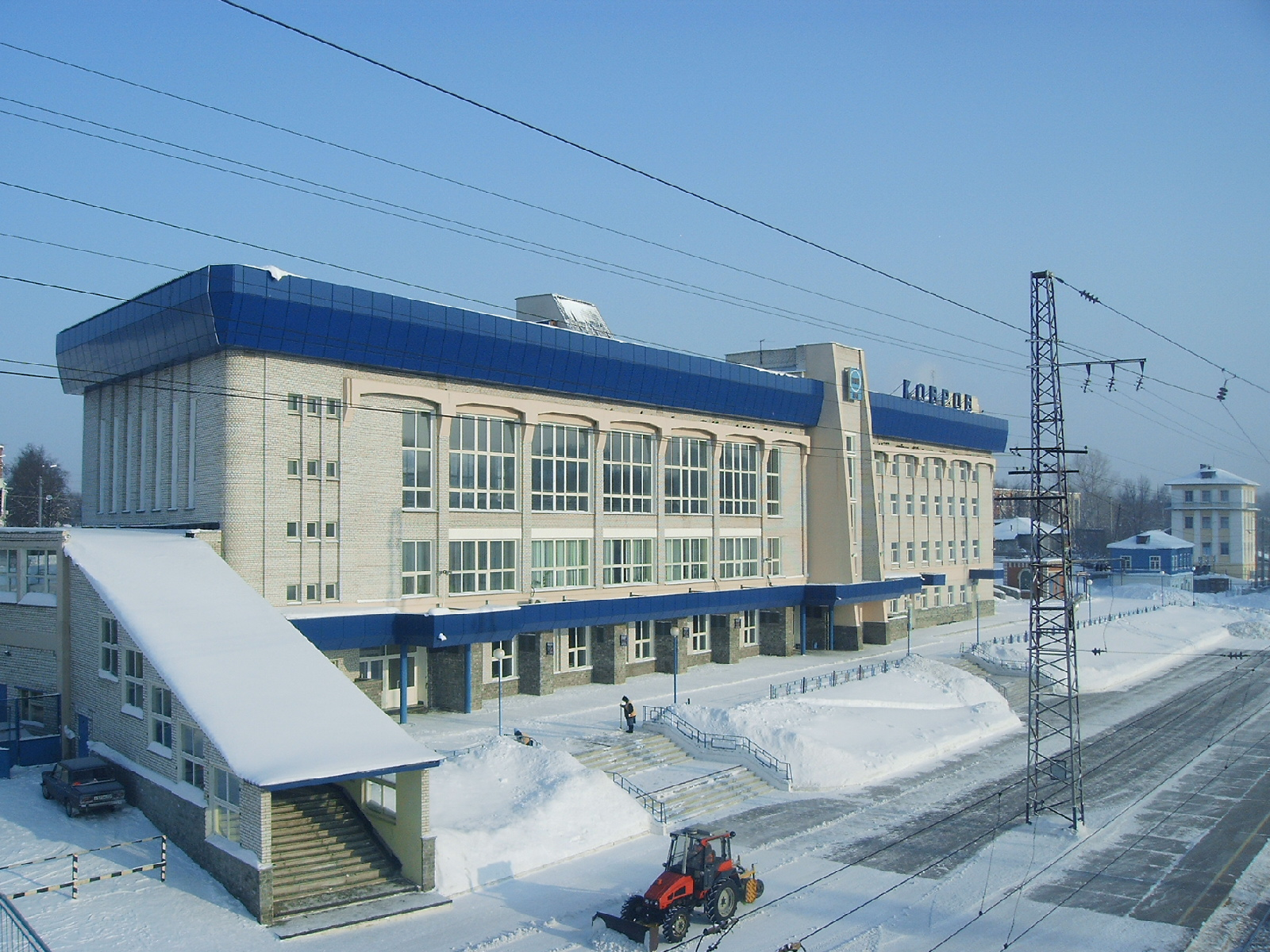
Залізничний вокзал

Через місто проходить залізниця Транссибірська магістраль, в 2003 році збудовано новий вокзал. Ковров розташований вдалині від автомагістралей, але зв'язаний автобусним сполученням з Владимиром. В самому місті діють декілька маршрутів автобусів, розвинений тролейбусний транспорт (7 постійних маршрутів).

## Відомі люди
- Філімонова Інна — чемпіонка світу (2007) з пауерліфтингу
- Ростовцев Павло — російський біатлоніст
- Колесов Олексій Михайлович — живописець, художник-портретист
- Фастовець Авіард Гаврилович — льотчик-дослідник, Герой Радянського Союзу
- Непомнящий Олександр Євгенович — рок-поет
- Зіньковська Анна — російська художниця